# ウラジーミル・トポロフ
ウラジーミル・ニコラエヴィチ・トポロフ（Vladimir Nikolayevich Toporov、 1928年7月5日 - 2005年12月5日）はソビエト連邦の言語学者。バルト・スラヴ語派の起源や神話、プロシア語などを研究していた。記号学の学派モスクワ・タルトゥ学派の研究者としても知られている。妻はインド文学の研究者タチアナ・エリザレンコヴァ。

## 生涯
ウラジーミル・トポロフは1928年7月5日にモスクワで生まれた。1951年にモスクワ大学スラブ学部を卒業し、1954年に大学院を修了するとソ連科学アカデミーのスラブ研究所で働き始めた。
1958年、ヴァチェスラフ・イヴァーノフとの共著でバルト・スラヴ語派の歴史を包括的に研究し、その起源と発達について新たな理論を提唱した。1960年のイヴァーノフとの共著“Sanskrit”はインド・ヨーロッパ語族の研究において重要な著作とする意見がある。1962年に発表したオレグ・トルバチョーフとの共著ではドニエプル川上流域の水名約800個を解析し、バルト語の部族がスラブ語の部族よりも先に上流域に定住していたことを示した。
1990年に神話についての研究業績が評価されてソビエト連邦国家賞の受賞が決まっていたが、ソ連がリトアニアに侵攻して1991年1月13日に血の日曜日事件が発生すると1月16日に事件への抗議として受賞拒否を表明した。
2005年12月5日に死去した。

## 研究業績
スラヴ語派はバルト語派から分岐したとする仮説を提唱したことが知られている。また、プロシア語の研究ではプロシア語の辞書“Prussky yazik”を執筆した。この辞書は1975年から1989年にかけて5巻まで出版されており、2002年時点で未完となっている。

## 評価
トポロフが亡くなった翌日、リトアニア大統領ヴァルダス・アダムクスは追悼文を発表し、その中でトポロフを「偉大な学者であり、我々の独立運動を支持してくれたリトアニアの友人」と表現した。

## 受賞歴
- ソビエト連邦国家賞 - 受賞拒否（1991年）[3]
- ソルジェニーツィン賞（英語版） - 初代受賞者（1998年）[4]
- ラトビア科学アカデミー - Grand Medal受賞（2002年）[1]
- アンドレイ・ベールイ賞（英語版） - 2004年受賞[4]
- リトアニア大公ゲディミナス勲章 - 第3等受賞[2]
- Order of the Three Stars（英語版）（直訳：三星章） - 受賞（出典中に等級の表記なし）[2]

## 肩書
- 欧州アカデミー（英語版） - 会員（1990年 - ）[4]
- ラトビア科学アカデミー - 名誉会員（1990年 - ）[1][4]
- ロシア科学アカデミー - 会員（1991年 - ）[1][4]

## 著書
モノグラフ25冊、論文1200本を執筆した。
- “Lingvisticheskiy analiz gidronimov Vierkhniego Pridnieprovia”（1962年、オレグ・トルバチョーフ共著）
- “Prussky yazik”（1975年 - 1989年、2002年時点で既刊5巻）[1]
- “Myths of World Nations”

### 日本語訳
- V.V.イワーノフ、V.N.トポローフ『宇宙樹・神話・歴史記述：モスクワ－タルトゥ・グループ文化記号論集』北岡誠司（編訳）、岩波書店〈岩波現代選書 78〉、1983年。[5]
- V.V. Iwanov、V.N. Toporov、川崎万里（訳）「<語彙研究>インド・ヨーロッパ語族の神話」『象徴図像研究』第11巻、和光大学、1997年、44-54頁、ISSN 09183981。[6][7]